# Pont de Saint-Étienne d'Issensac
Le pont de Saint-Étienne d'Issensac est un pont en maçonnerie, franchissant l'Hérault à Issensac, au sud de Brissac, et à proximité de la chapelle Saint-Étienne d'Issensac. Il s'agit du seul passage routier entre Saint-Bauzille-de-Putois et Causse-de-la-Selle.

## Dénomination
Avant la Révolution française, Saint-Étienne d'Issensac était une paroisse regroupant plusieurs métairies de la région. L'église romane existe toujours, mais elle est désacralisée.
Le pont s'est aussi appelé pont Saint-Estève.

## Description
Long de 60 mètres environ pour une largeur de 2,90 mètres, le pont de Saint-Étienne d'Issensac possédait cinq arches en plein cintre à l'origine, mais il n'en subsiste que trois. Construit en pierres calcaires locales, fondé directement sur la roche, il s'élève à une hauteur maximale de 13,35 mètres. Destiné au passage des piétons, des charrettes et des animaux, il est mal adapté à la circulation automobile, en raison de son étroitesse et de ses pentes raides. Depuis 1952, la charge maximale est établie à 3,5 tonnes.

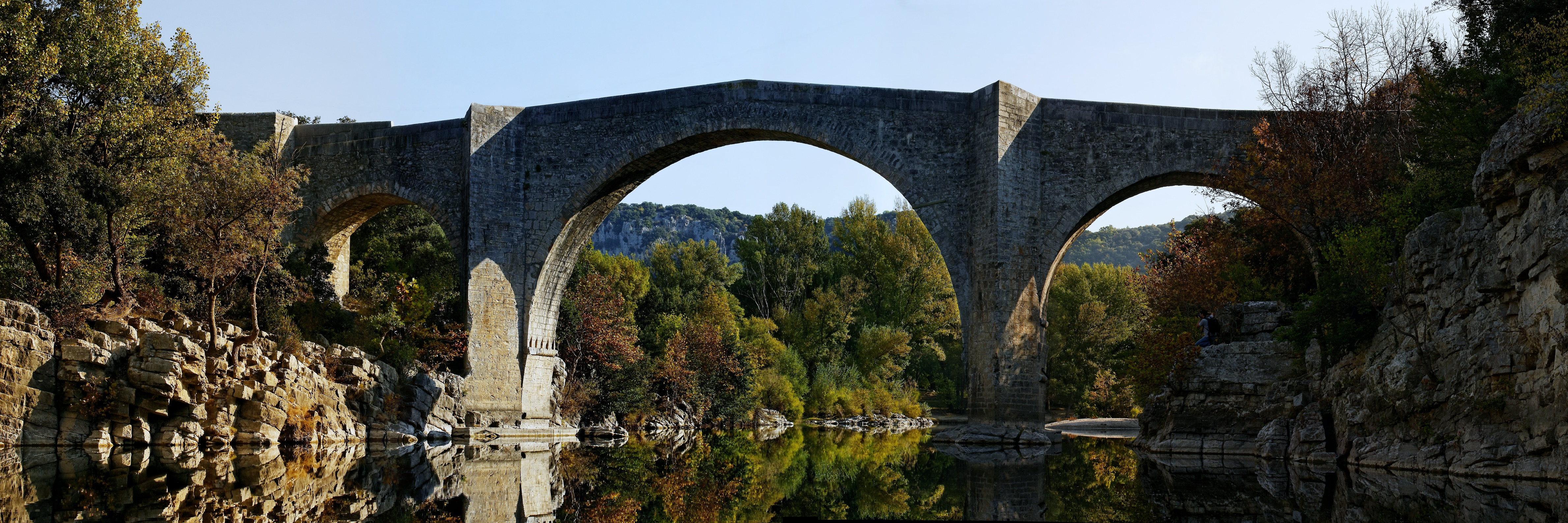
Pont de Saint-Étienne d'Issensac vu de l'aval.

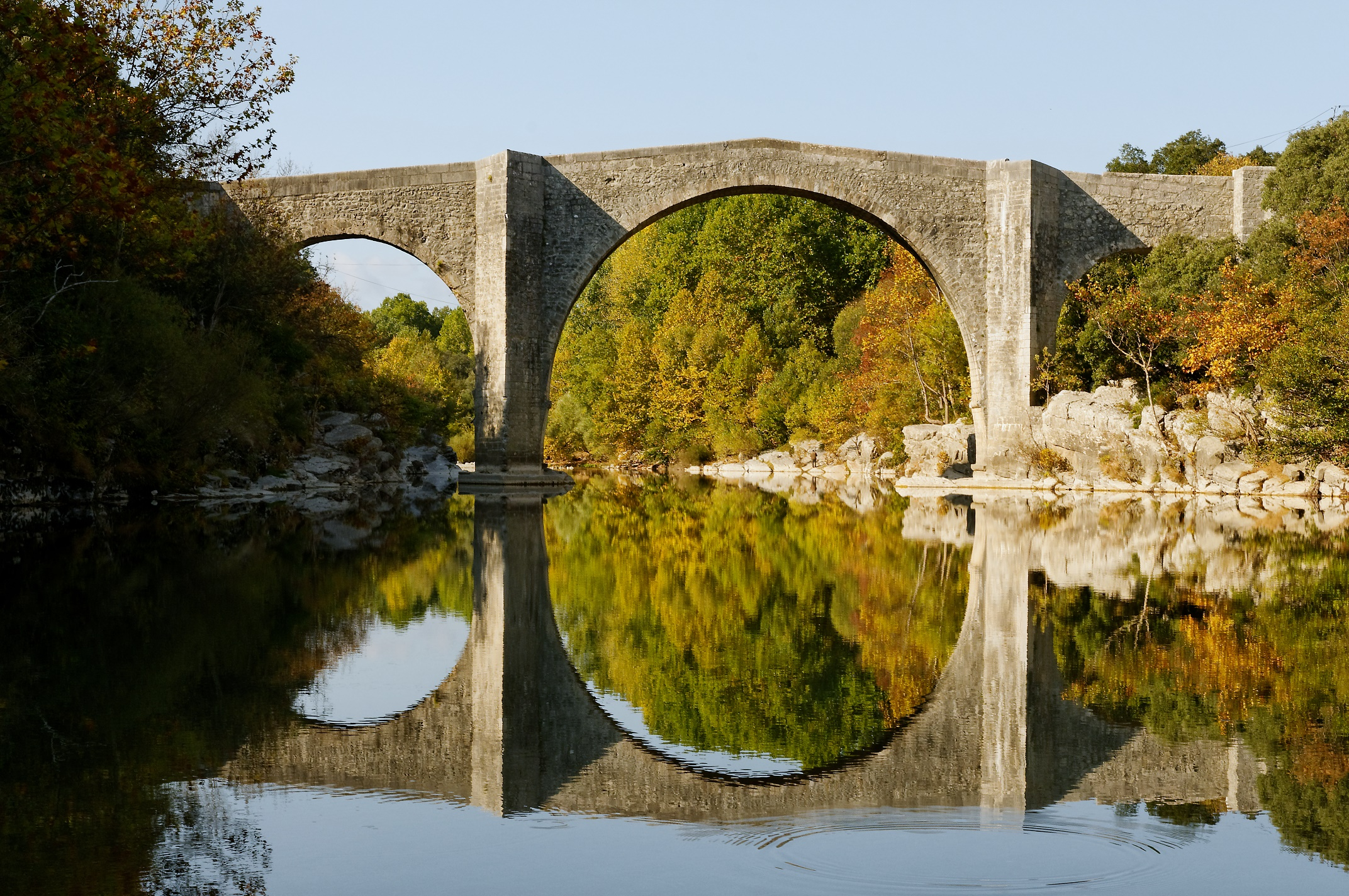
Pont de Saint-Étienne d'Issensac vu de l'amont.

Aux deux extrémités, des bollards en pierre limitent l'accès du pont aux véhicules dont la largeur est supérieure à deux mètres.
De part et d'autre des piles, des avant-becs et des arrière-becs triangulaires protègent le pont du courant. Puisqu'ils s'élèvent jusqu'au parapet, ils forment également des refuges sur les côtés de la chaussée.
La profondeur moyenne de la rivière au milieu du cours d'eau, au niveau du pont, est d'environ huit mètres, variable selon les saisons.

## Histoire
Construit au XIVe siècle, le pont de Saint-Étienne d'Issensac a peut-être remplacé un ancien ouvrage d'art en bois. Il est encore en bon état aujourd'hui, mais les nombreuses restaurations qu'il a subies depuis le XVIIe siècle laissent penser qu'il subsiste peu d'éléments médiévaux. 

Panorama vu du Pont de St Etienne d'Issensac

## Protection
Le pont fait l’objet d’un classement au titre des monuments historiques depuis le 4 novembre 1948.

## Cinéma
Dans Les aventures de Lagardère (1968), Jean Piat se bat en duel sur ce pont [réf. nécessaire]